# Aérocentre
Aérocentre is een Frans cluster van bedrijven- en onderzoekscentra in de lucht- en ruimtevaartindustrie. Het cluster is gevestigd in de regio Centre-Val de Loire. Aérocentre werd opgericht in 2009 en is voornamelijk geconcentreerd rond de stad Châteauroux.
De ruim 321 aangesloten bedrijven zorgen voor zo'n 20.000 banen in de lucht- en ruimtevaartindustrie.
De leden zijn :
- Agence régionale pour l'innovation (Nederlandse vertaling: Agentschap voor innovatie)
- Banque populaire (Nederlandse vertaling: Volksbank)
- Airemploi
- Centre des études supérieures industrielles (Nederlandse vertaling: Technische universiteit)
- Électricité de France (EDF) (Nederlandse vertaling: Elektriciteitscentrale)
- Institut polytechnique des sciences avancées (IPSA), (Nederlandse vertaling: Universiteit voor luchtvaart)[4]